# Habenaria supervacanea
Habenaria supervacanea är en orkidéart som beskrevs av Heinrich Gustav Reichenbach. Habenaria supervacanea ingår i släktet Habenaria och familjen orkidéer. Inga underarter finns listade i Catalogue of Life.